# Арул
Арул (фр. Araules) насеље је и општина у централној Француској у региону Оверња, у департману Горња Лоара која припада префектури Исенжо.
По подацима из 2011. године у општини је живело 616 становника, а густина насељености је износила 19,81 становника/km². Општина се простире на површини од 31,1 km². Налази се на средњој надморској висини од 1044 метара (максималној 1.386 m, а минималној 920 m).

## Демографија
| 1962. | 1968. | 1975. | 1982. | 1990. | 1999. | 2011. |
| ----- | ----- | ----- | ----- | ----- | ----- | ----- |
| 750   | 865   | 777   | 686   | 595   | 607   | 616   |

График промене броја становника у току последњих година